# Толчане
Толчане (словен. Tolčane) — поселення в общині Іванчна Гориця, Осреднєсловенський регіон, Словенія. Висота над рівнем моря: 352,3 м.